# Moderne
Moderne bezeichnet historisch einen Umbruch in zahlreichen Lebensbereichen gegenüber der Tradition, bedingt durch Industrielle Revolution, Aufklärung und Säkularisierung. In der Philosophiegeschichte fällt der Beginn der Moderne mit dem Skeptizismus der Vordenker der Aufklärung (Montaigne, Descartes, Spinoza) zusammen. Die Moderne folgt als Teil der Neuzeit auf die Frühe Neuzeit und dauert je nach Definition bis in die Gegenwart an oder endete im zwanzigsten Jahrhundert.

## Wortgeschichte
Ein früher Nachweis des Wortes in seiner lateinischen Form modernus findet sich in einem Rundschreiben des Papstes Gelasius I. aus dem 5. Jahrhundert, in dem der Ausdruck für die Zeit steht, die der Schreiber selbst noch erlebt hat.
Bernhard von Chartres (genannt Sylvestris, 1080–1167) gebraucht das Wort in ähnlichem Sinn, doch allgemeiner für Zeitgenossenschaft, und beschreibt das Verhältnis von moderni zu antiqui hinsichtlich der Wissenschaften als eine Lage, die er um 1120 im Gleichnis der Zwerge auf den Schultern von Riesen darstellt:

„Wir sind Zwerge, die auf den Schultern von Riesen sitzen. Wir können weiter sehen als unsere Ahnen und in dem Maß ist unser Wissen größer als das ihrige und doch wären wir nichts, würde uns die Summe ihres Wissens nicht den Weg weisen.“

Das lateinische Wort modernus (‚neu, neuzeitlich, gegenwärtig, heutig‘) stammt vom lateinischen Adverb modo (‚gerade, eben erst, jüngst‘). Später entlehnt aus dem Französischen (moderne und moderniser), erscheint es im Deutschen als Fremdwort seit 1727 in der Bedeutung von neu als Gegensatz zu alt, antik. Modernité wird als Substantiv erstmals 1849 von Chateaubriand verwendet (in einem abwertenden Sinne) und 1859 maßgeblich von Charles Baudelaire aufgegriffen. Im Deutschen verwendet Eugen Wolff den Ausdruck die Moderne erstmals 1886 auf „moderne Kunst“ bezogen.
„Die Moderne“ ist, seitdem der Begriff im Zuge des Naturalismus in Deutschland eingeführt wurde, der inhaltlich umrissenen Bedeutung nach immer vage gewesen. Zumeist wurde damit jede neu aufkommende Stilrichtung oder Kunstgattung bezeichnet.
Heute wird das Adjektiv modern umgangssprachlich häufig nicht in der oben genannten Bedeutung eines historischen Umbruchs verwendet, sondern abgewandelt synonym zu „modisch“, also im Sinne von „der Mode entsprechend“, daneben im Sinne von „zeitgenössisch“. Der Ausdruck Modernität wird häufig auch gleichbedeutend mit bloßer Fortschrittlichkeit oder Aktualität verwendet. Das als Ismen-Bildung zu sehende Wort Modernismus bezeichnet spezielle Phänomene verschiedener Themengebiete.

## Begriff der Moderne
Der Ausdruck Moderne wird in unterschiedlicher Bedeutung gebraucht. Er bezeichnet historisch den Begriff einer Epoche, daneben werden in Kunst, Musik, Film und Architektur bestimmte Stilrichtungen so benannt, und darüber hinaus steht Moderne für ein Konzept der Philosophie.

### Moderne als Epoche
In der Querelle des Anciens et des Modernes (1687) war „Moderne“ noch ein Gegenbegriff zu „Antike“. Erst im 19. Jahrhundert wurde es üblich, mit dem Wort Moderne die Gegenwart von der Vergangenheit allgemein abzugrenzen. In der Philosophie fällt die Moderne mit der Aufklärung zusammen. Der landläufigste Begriff für die Moderne bezeichnet die Folgezeit nach der industriellen Revolution mit all ihren gesellschaftlichen Konsequenzen wie Urbanisierung, Arbeiterstand, Massenindustrie usw. In einem gesellschaftlichen, kulturellen und politischen Kontext wird diese Epoche als Gründerzeit bezeichnet, deutet also auf einschneidende Veränderungen um 1900 und in der (zunächst nicht näher abgegrenzten) Folgezeit. Mit dem landläufigen Moderne-Begriff ist etwa derselbe geschichtliche Zeitpunkt und dessen Folgezeit gemeint, aber in Bezug auf eine geistige Sphäre (Philosophie, Literatur, Künste). Moderne ist also eine Geistesepoche, zeitgleich und in gegenseitiger Bedingung mit der Gründerzeit.
Die Epoche der Moderne in diesem Sinne wird nach manchen – umstrittenen – Theorien etwa im mittleren bis späten 20. Jahrhundert durch eine Postmoderne abgelöst (in Abgrenzung zum Begriff Posthistoire), also in einer gewissen geistigen Gegenströmung, in der sich eine Skepsis gegen die modernen Konzepte ausdrückt (Gegenmoderne). Als stilkundlichen Begriff verwendet man dann den Ausdruck „Klassische Moderne“ für ein abgeschlossenes Zeitalter.

„Zugleich steht die Zeit der Weimarer Republik im krisenhaft akzentuierten Schnittpunkt epochaler soziokultureller Neurungen. Sie bildet den Höhepunkt jener klassischen Moderne, die sich um die Jahrhundertwende zu entfalten begann. In ihr entstanden die Züge unserer gegenwärtigen Lebenswelt, erfolgte der Durchbruch der modernen Sozialpolitik, Technik, Naturwissenschaft, der Humanwissenschaften und der modernen Kunst, Musik, Architektur und Literatur. In knapp 14 Jahren wurden nahezu alle Möglichkeiten der modernen Existenz durchgespielt. Zugleich geriet die klassische Moderne in ihre Krisenjahre. Der allgemeinen Durchsetzung folgten Problematisierung, Zurücknahme und Zusammenbruch.“

Weitere Ansätze wollen zudem zwischen einer „Ersten“ und einer Zweiten Moderne differenzieren. „Vorbereitende“ Entwicklungsstufen der Moderne, in denen man Ursachen vermutet, werden bisweilen als Protomoderne bezeichnet.
Über den landläufigen Begriff (s. o.) hinaus wird, je nach Kontext (Kultur/Gesellschaft, Politik, ethnologischer Raum, Kunst), der Beginn „der“ Moderne sehr verschieden angesetzt: Geistesgeschichtlich mit der Renaissance etwa ab dem 15. Jahrhundert, ökonomisch mit der Industrialisierung des mittleren 18. Jahrhunderts, politisch mit der Französischen Revolution Ende des 18. Jahrhunderts (politische Moderne) und dem Nationalismus des frühen 19. Jahrhunderts, in der Literatur- und der Kunstgeschichte als ästhetische Moderne mit dem beginnenden, als Stil mit dem ausgehenden 19. Jahrhundert. Nach Jürgen Osterhammel wurden „die intellektuellen Grundlagen der Moderne […] bereits während der Frühen Neuzeit in Europa gelegt, frühestens im Zeitalter Montaignes, spätestens in der Aufklärung.“

### Moderne als philosophisches Konzept
Der Moderne-Begriff kann zudem als ein offenes philosophisches Motto aufgefasst werden, wo es also weniger um konkrete Datierungen in dieser oder jener Hinsicht geht, sondern um die Frage danach, wie überhaupt das Wesen einer Moderne zu fassen und zu definieren sei und welche Erkenntnisse sich hieraus ableiten ließen.

## Anfang der Moderne
Der Begriff der Moderne geht tendenziell weit über einen Epochenbegriff – wie etwa den des Mittelalters – hinaus. Das historische Einsetzen der Moderne ist dabei stets eine Frage theoretischer Interessen und Grundlagen. Bezeichnend dafür ist eine schwer eindämmbare Rückdatierung. Das entspricht eher dem Phänomen „Ende der Antike“, das sich auch nur behelfsmäßig an Eckdaten festmachen lässt (so Erwin Panofsky).
Aus einer zunehmend kulturwissenschaftlichen – allerdings beschränkten, da eurozentristischen – Sicht verschiebt sich das Einsetzen der Moderne rückwärts. Die vorgeschlagenen Anfänge reichen dabei vom Zusammenbruch des Realsozialismus und einem „Ende der Geschichte“ über die Erschütterungen durch den Ersten Weltkrieg, die Industrialisierung des 19. Jahrhunderts bis – wenn auch seltener – zum Beginn der Neuzeit mit dem Humanismus und der Reformation zurück. Meist jedoch wird der Beginn zwischen dem späten 18. und mittleren 19. Jahrhundert angesetzt – und damit mit der Zeit des Übergangs von einem feudalistischen zu einem bürgerlichen Gesellschaftsmodell datiert.
In einem gewissen Sinne steht die Moderne dabei, neben der Überwindung des Mittelalters, auch in einer Auseinandersetzung und Abgrenzung zur Neuzeit: Nach einer Wiedergeburt der Antike, nach der sich die Renaissance benennt, orientiert sich die Moderne nicht mehr an historischen Vorbildern. Diese große Wende im Denken vollzog sich erst gegen Ende der Aufklärung, spürbar wurde sie erst im Laufe des 19. Jahrhunderts. Der Umbruch prägte die auf einen ästhetischen Klassizismus folgende Stimmung im Sturm und Drang und in der Romantik. Schon Goethe bemerkte revolutionäre Änderungen in Politik und Kriegsführung, als er nach der Kanonade von Valmy der antirevolutionären Kampagne in Frankreich sagte:

„Von hier und heute geht eine neue Epoche der Weltgeschichte aus, und ihr könnt sagen, ihr seid dabei gewesen.“

In den Jahren der Gründerzeit gibt es aber trotz sozialer und wirtschaftlicher Auf- und Umbruchstimmung einen nochmaligen Rückgriff auf antike und mittelalterliche Konzepte (Historismus). Daher wird auch, in Unterscheidung zu einer politischen Moderne und ästhetischen Moderne, die als Reaktion auf den Historismus folgende, heute schon klassische Moderne deutlich später angesiedelt.

„Wenn später einmal eine Soziologie sich fragen wird, was wohl die ungeheuerste geschichtliche Veränderung der äußeren Einfügung des Menschen in das Leben gewesen ist, diejenige, die alle seine Lebensinhalte am tiefsten umgewälzt hat, so wird sie sicher stets von neuem den Vorgang zeichnen, der von diesem Zustand hinübergeführt hat zum heutigen, von dem „gewachsenen“ Zustand aller Lebensformen in den rationaler Organisiertheit – den Vorgang, der die eigentliche gesellschaftliche Revolution des neunzehnten Jahrhunderts darstellt.“

## Ende der Moderne
Die Reflexion auf die Erschütterung traditioneller Werte bildet aber weitgehend den Kern aller Theorien zur Moderne. Ausnahmen bilden etwa Konzepte, nach denen Traditionswandel fester Bestand aller menschlichen Entwicklung sei, oder die die Entwicklung als solche nicht anerkennen. Charakteristisch für den Begriff der Moderne, insbesondere im Unterschied zur Postmoderne, ist zudem die Ersetzung der Tradition durch neue „Versprechen“, die einen geänderten, aber erneut gefestigten Wertekatalog oder Bezugsrahmen vorgeben. Dieser Standpunkt erklärt also den Moderne-Begriff zu einem unhaltbaren Konzept.

„Was wir Moderne nennen – also die Zeit zwischen der europäischen Aufklärung und dem Ersten Weltkrieg – hat uns mit idealistischen Zumutungen überlastet und mit humanistischen Idealen geködert. Deshalb haben wir heute eine ambivalente Einstellung zur Moderne: sie ist Utopie und Alptraum zugleich. Deshalb fällt es uns so schwer, souverän in eine neue Zeit einzutreten. Wir haben ein Entwöhnungstrauma der beendeten Moderne.“

## Zweite Moderne und Spätmoderne
Der Soziologe Ulrich Beck hat den Begriff der Zweiten Moderne popularisiert. Bereits sein erstes Buch – Risikogesellschaft – trug den Untertitel Auf dem Weg in eine andere Moderne. Als theoretischen Begriff kennzeichnet Beck mit Zweiter Moderne den Ausbruch aus dem kategorialen Rahmen der Industriegesellschaft mit dem dazugehörigen national begrenzten Wohlfahrtsstaat durch eine Politik der Globalisierung und der Öffnung zur Weltgesellschaft.
Ein weiterer Ansatz, den Begriff der Moderne kritisch zu reflektieren, ist es, ihn aus dem Kontext der europäischen Geschichte zu lösen. Andreas Heuer unterscheidet hierfür die Begriffe europäische Moderne und Welt-Moderne. Aus historischer Sicht, im Gegensatz zu einer systematischen soziologischen Betrachtungsweise, würde Ulrich Becks Begriff der Zweiten Moderne konkreter an die verschiedenen, zum Teil andauernden Veränderungsprozesse einer Welt-Moderne geknüpft, die nicht mehr einseitig aus der historischen Entstehung der europäischen Moderne zu verstehen sind. Die Veränderungen außerhalb Europas – in Asien, Lateinamerika, der arabischen Welt und in Afrika – sind auch aus den jeweiligen besonderen historischen Entwicklungen zu verstehen. Dort entwickeln sich neben gleichen bzw. ähnlichen Entwicklungen in Politik, Gesellschaft und Kultur unterschiedliche Ausdrucksformen von Moderne. Hieraus entsteht die Forderung, sich diesen Entwicklungen anhand des Begriffs Welt-Moderne zu öffnen „Die Offenheit des theoretischen Denkens und die Hinwendung zu den Geschichten und Kulturen außerhalb Europas sind heute dringender denn je. Das Ende einer vom Westen geprägten Welt und der Beginn eines politischen Pluralismus mit unterschiedlichen durch Kultur und Geschichte geprägten Gesellschaften, deren Modernität auch aus eigenen Entwicklungen zu begreifen ist, wird das 21. Jahrhundert nachhaltig prägen.“
Diese Entwicklungen zu einer Welt-Moderne vollziehen sich aber auch innerhalb der Gesellschaften. Nach Charles Taylor werden alle Gesellschaften in „zunehmendem Maße multikulturell und zugleich durchlässiger. Beide Entwicklungen vollziehen sich nebeneinander. Durchlässigkeit bedeutet, dass die Gesellschaften offener für multinationale Wanderungsbewegungen sind; immer mehr Menschen innerhalb dieser Gesellschaften führen ein Leben in der Diaspora, dessen Mitte woanders liegt.“ Welt-Moderne ist, anders als der Begriff Postmoderne, eine offenere Formulierung für Entwicklungen weltweit, die mit dem generellen Begriff der Moderne verbunden werden können. Damit wäre Moderne nicht, wie es in Europa gedeutet wird, ein Begriff, der zur Erfassung einer historischen Entwicklung in Europa dient, die bereits abgeschlossen ist.
Für den Kultursoziologen Andreas Reckwitz findet in der Spätmoderne seit den 1970er Jahren ein gesellschaftlicher Strukturwandel statt, der darin besteht, dass die soziale Logik des Allgemeinen mit Prozessen gesellschaftlicher Rationalisierung ihre Vorherrschaft verliert an die soziale Logik des Besonderen mit Prozessen der Kulturalisierung und Affektintensivierung.

## Fachspezifische Bestimmung

### Kunstgeschichte
Kunsthistorisch betrachtet ist dies die Epoche, die im 20. Jahrhundert in Europa mit den revolutionären Werken der Fauves, Kubisten, Futuristen, Vortizisten, Expressionisten und Avantgardisten ihren Höhepunkt fand, zunächst in der Malerei, Bildhauerei, der Neuen Musik und mit Theateraufführungen. Ihr Ende wurde in (West-)Europa durch die Machtergreifung der Nationalsozialisten in Deutschland erzwungen (vgl. „entartete Kunst“, „entartete Musik“). Wenigen Künstlern gelang es, die Ästhetik der Moderne in der Inneren Emigration weiterzuentwickeln. Viele der verfolgten Protagonisten flohen zunächst nach Frankreich, später in die Vereinigten Staaten und nach Israel, wo im Exil die weitaus meisten künstlerischen und architektonischen (Spät-)Werke der Moderne entstanden.
Der Begriff „ästhetische Moderne“ nach Theodor W. Adorno betrifft die Abkehr vom jahrhundertealten Kanon, die schon um 1800 bezüglich formaler Prinzipien wie Perspektive, Proportionsregeln, Goldener Schnitt und anderer Bildsymmetrien beginnt, etwa bei den Malern Philipp Otto Runge oder Caspar David Friedrich, und sich als Prozess über die folgenden, teils auch wieder konservativen Phasen im Sinne einer ästhetischen Umdeutung früherer Formalismen erstreckt.
Der Begriff Klassische Moderne bezeichnet die Vielfalt heute noch als bahnbrechend angesehener avantgardistischer Stilrichtungen in den bildenden Künsten am Ende der Belle Époque und danach bis in die Mitte des 20. Jahrhunderts. Maler wie beispielsweise Henri Matisse, André Derain, Pablo Picasso, Georges Braque, Max Beckmann, Franz Marc, Paul Klee und Piet Mondrian sind ihre typischen Vertreter. In Russland bildet sich eine russische Moderne, zu der man – neben Literaten, Komponisten oder dem Ballett-Impresario Djagilew – auch Marc Chagall und Wassily Kandinsky rechnet. Die Moderne der Architektur umfasst einen Stilkomplex, zu denen Architekten wie Frank Lloyd Wright, Henry van de Velde, Le Corbusier, Ludwig Mies van der Rohe, Ernst May, Konrad Wachsmann oder Oscar Niemeyer gerechnet werden. Das deutsche Bauhaus hat sich als kulturelle Keimzelle der Moderne hervorgetan. In Österreich gilt dies insbesondere für den Architekten Adolf Loos und die Architekten und Vertreter angewandter Kunst, die die Wiener Werkstätte bildeten.
Während in Russland zunächst auch die Bolschewiki und in Italien die Faschisten wenigstens in der bildenden Kunst und insbesondere in der Architektur Konzepte der Moderne aufgriffen (so etwa im italienischen razionalismo), bekämpften die deutschen Nationalsozialisten diese größtenteils als „entartet“. Auch Stalin war kein Anhänger der Moderne; seine Präferenzen in Kunst und Architektur lagen beim Sozialistischen Realismus und Klassizismus.
Gottfried Boehm nennt „Klassische Moderne“ eine ominöse Wortverbindung, ähnlich wie „hölzernes Eisen“ (siehe Contradictio in adiecto), denn die beiden Bestandteile widersprächen sich. Dieser Doppelbegriff habe sich unversehens eingeschlichen, aber seit den 1970er Jahren an Selbstverständlichkeit gewonnen, als die Avantgarden die ihre einbüßten. Mit der Musealisierung der modernen Kunst im großen Stile sei auch institutionell vollzogen, was im Begriff der „Klassischen Moderne“ angelegt ist.

### Musik
In der Musik lässt sich der zeitliche Beginn der Moderne auf das 20. Jahrhundert datieren. In diesem Zusammenhang spricht man zwar auch von Neuer Musik (Musica nova, Musica viva, zeitgenössische Musik, Avantgarde), aber da dieser Begriff schon für frühere Epochen verwendet wurde – Ars nova um 1320 (Musik des Mittelalters), Ars nova um 1430 (Musik der Renaissance), Musica nova um 1600 (Barockmusik), neue Musik um 1750 (Galante Musik, Vorklassik), neue Richtung um 1820 (Romantik) – scheint eine Abgrenzung davon sinnvoll zu sein. Kennzeichnend für den Begriff einer musikalischen Moderne wären demnach zwei wesentliche Merkmale: zum einen ein nie zuvor in der Musikhistorie so radikal formulierter Bruch mit der Geschichte (von der Aufgabe der Tonalität bei Schönberg bis zur völligen Aufgabe des gesamten überlieferten Musik- und Werkbegriffs etwa bei John Cage) und zum anderen ein bis dahin ungekannter Stilpluralismus. Letzterer führte dann allerdings auch dazu, dass der Bruch doch nicht so radikal ausfiel wie postuliert. Große Teile etwa der Opern- und Konzertpraxis blieben davon so gut wie unberührt. Als Gründe für den auch das 21. Jahrhundert kennzeichnenden Stilpluralismus werden „die reiche Präsenz der eigenen Vergangenheit, die erweiterte Kenntnis der Musik anderer Völker und die Verfügbarkeit von Musik auf Schallplatte und Tonband“ genannt. Demnach ist die musikalische Moderne also gekennzeichnet durch ein Nebeneinander von Altbewährtem und Neu(tönend)em, durch eine (im Idealfall kreative) Koexistenz.

### Soziologie
In der Soziologie hat Ferdinand Tönnies in seinem Werk Geist der Neuzeit 1935 die Moderne mit der Neuzeit gleichgesetzt und ihr Wesen damit erklärt, dass die Mentalität der „Gemeinschaft“ zurücktritt und durch die Mentalität der „Gesellschaft“ verdrängt wird (vgl. auch Tönnies’ Hauptwerk Gemeinschaft und Gesellschaft. 1887). Die Wurzeln einer so verstandenen Moderne reichen bis ins Mittelalter. Nach Tönnies hat eingehend der Strukturfunktionalismus daran gearbeitet, die Moderne mit der sozialen Differenzierung in eins zu setzen. Der Soziologe Gerhard Schulze beschreibt in Die beste aller Welten das Steigerungsspiel als entscheidendes Merkmal der Moderne.
Als Vorteil dieser Ansätze wird gesehen, dass man dann auch analytisch über den „Beginn der Moderne“ in z. B. Japan oder China sprechen kann, ohne dass dort damals von „Moderne“ gesprochen worden wäre. Das war, wie oben erwähnt, auch in Europa bis etwa 1850 nicht der Fall.
Der Beginn der Moderne wird historisch häufig auf die Französische Revolution gelegt. So sieht der US-amerikanische Soziologe Daniel Bell den Hereinbruch der Moderne mit dem Jahr 1789, andere den Anfang ihres allmählichen Entstehens in den folgenden Jahrzehnten.
Als wesentliche Elemente der Moderne werden angesehen:
- Die Säkularisierung
- Aufklärung
- die Industrialisierung, auch Industrielle Revolution genannt, insbesondere der Übergang von der manuellen, handwerklichen Fertigung zu Massenproduktion durch Maschinen, damit auch die Ablösung der absolutistischen Staatsform (Ancien Régime) durch Kapitalismus und Demokratie.
- der Fortschrittsglaube, d. h. die Vorstellung, dass die materiellen Errungenschaften des Menschen unbegrenzt wachsen (fortschreiten) könnten.
- die Rationalität, d. h. der Glaube an die Vernunft und die Vorherrschaft rationaler Überlegungen.
- die Autonomie gesellschaftlicher Bereiche, wie Ethik, Politik, Recht und Wirtschaft, Kunst und Literatur (siehe Emanzipation).
- die Individualisierung in Anbetracht einer Modernisierung in Richtung des westlichen Individualismus. Besonders geprägt ist dieser Individualismus durch die Industrielle Revolution in England, den Wirtschaftsliberalismus, die Amerikanische Unabhängigkeitsbewegung und die Bürgerliche Revolution in Frankreich. Auf der anderen Seite geschieht mit dem Beispiel der Oktoberrevolution in Russland eine Modernisierung unter dem Prinzip des Kollektivismus.

Man muss sich zum Verständnis der Moderne deutlich machen, dass alle diese Elemente, die vielen von uns heute als selbstverständlich erscheinen, keineswegs immer und überall vorherrschende Überzeugungen waren und sind. Epochen lassen sich am besten dadurch kennzeichnen, was die Menschen dieser Epoche ohne Nachfragen als selbstverständliche „Wahrheiten“ und Grundüberzeugungen akzeptieren. Diese Selbstverständlichkeiten ändern sich im Laufe der Zeit. Zu den Änderungen von Selbstverständlichkeiten siehe z. B. die Paradigmen-Theorie von Thomas S. Kuhn.
Neben der zeitlichen Dimension sollte auch die räumliche Begrenzung der Moderne betrachtet werden. Auch wenn moderne Einflüsse heute in allen Kulturen festzustellen sind, so ist das beispielsweise in Asien vorherrschende zirkulare Denken dem aus der Bibel herkömmlichen linearen Denken des westlichen Fortschrittsglaubens deutlich entgegengesetzt. Ebenso haben verschiedene Aspekte der Moderne in unterschiedlichem Maße Einzug in anderen Kulturen/Ländern gehalten. Hier wird meist zwischen kultureller, technischer, geistiger (manchmal auch politischer und lebensweltlicher) Moderne unterschieden. Es herrscht kein Konsens darüber, ob bzw. inwieweit diese unterschiedlichen Aspekte langfristig getrennt voneinander existieren können.
Den kulturellen Höhepunkt erreicht die Moderne in Europa und Nordamerika in der Zeit vor und zwischen den beiden Weltkriegen.
Die Moderne hat einerseits universalistischen Anspruch, der insbesondere in der universellen Erklärung der Menschenrechte geäußert wird, andererseits ist sie in ihrer praktischen Umsetzbarkeit von nationalstaatlichen und anderen Grenzziehungen und Ausgrenzungen abhängig. Die verschiedenen nationalistischen Tendenzen des 19. und 20. Jahrhunderts werden vielfach als der Moderne entgegengesetzt betrachtet. Dies mag für die Moderne als Kunstbegriff zutreffen. Im epochengeschichtlichen Sinn jedoch ist der Nationalismus ein fester Bestandteil der Moderne, da er erst in dieser Zeit auftritt.